# Hyphessobrycon moniliger
Hyphessobrycon moniliger es una especie de pez de la familia Characidae en el orden de los Characiformes.

## Morfología
Los machos pueden llegar alcanzar los 2,9 cm de longitud total.
- Número de  vértebras: 31-33.[1]

## Hábitat
Vive en zonas de clima tropical.

## Distribución geográfica
Se encuentran en Sudamérica: cuencas de los ríos  Araguaia,  Tocantins y  Tapajós (Brasil).